# Предел Грайзена — Зацепина — Кузьмина
Предел Грайзена — Зацепина — Кузьмина (предел ГЗК, реликтовое (или чернотельное) обрезание спектра в области предельно высоких энергий, GZK-эффект, англ. Greisen – Zatsepin – Kuzmin limit, GZK limit) — это теоретический верхний предел энергии космических лучей от отдалённых источников.
Предел был вычислен в 1966 году Георгием Зацепиным и Вадимом Кузьминым, и независимо Кеннетом Грайзеном. Ограничение связано с взаимодействием частиц с фотонами реликтового (фонового) микроволнового излучения. Было предсказано, что протоны с энергией выше 5⋅1019 эВ (50 эксаэлектронвольт) взаимодействуют с фотонами, рождая пионы, пока их энергия не упадёт ниже указанного порога.
{\displaystyle \gamma +p\rightarrow \Delta ^{+}\rightarrow p+\pi ^{0}}
или
{\displaystyle \gamma +p\rightarrow \Delta ^{+}\rightarrow n+\pi ^{+}}
Средняя дистанция гашения энергии частиц — 50 Мпк, а так как в этих пределах нет никаких источников космических лучей таких высоких энергий, подобные частицы наблюдаться не должны.

## Парадокс ГЗК
Наблюдения, проведённые во время эксперимента AGASA, показали, что Земли достигают лучи, энергия которых превышает установленный предел. Эти лучи называют частицами сверхвысоких, или предельно высоких энергий. Существование таких частиц называют парадоксом ГЗК.
Было предложено множество предположений для решения этой проблемы:
- результаты наблюдений были неправильно интерпретированы;
- существуют источники излучения ближе 50 Мпк (хотя такие источники обнаружены не были);
- тяжёлые ядра могут преодолеть предел ГЗК;
- частицы, слабо взаимодействующие с веществом (например, нейтрино), могут преодолеть этот предел.

### Теории для объяснения парадокса ГЗК
Наиболее интересная и значительная из них — дважды специальная теория относительности, однако, судя по последним исследованиям, из неё также следует аналогичный парадокс.

### Факты, не подтверждающие наличие парадокса
В июле 2007 года, во время 30-й Международной конференции, посвящённой космическим лучам, в Мериде, Мексика, HiRes представили свои результаты относительно космических лучей ультравысоких энергий. HiRes наблюдали подавление в спектре космических лучей ультравысоких энергий только в предсказанной области, наблюдая только 13 событий с энергией выше порога, при ожидаемых 43 без подавления. Этот результат был опубликован Physical Review Letters, это первое наблюдение, отрицающее наличие парадокса ГЗК. Обсерватория Пьера Оже подтвердила этот результат: вместо 30 событий, необходимых, чтобы подтвердить результаты AGASA, наблюдались только 2 события. Кроме того, в угловом распределении 27 самых высокоэнергетичных событий (с энергией больше 5,7⋅1019 эВ) наблюдалась ярко выраженная анизотропия, которая хорошо коррелировала в большинстве случаев (в 20 из 27) с направлениями на активные ядра соседних галактик, вроде Центавра A.
Результаты наблюдений обсерватории Пьера Оже (Pierre Auger Observatory) вплоть до конца марта 2009 года, опубликованные в 2012 году, подтвердили существование завала спектра космических лучей в области эффекта ГЗК для протонов и более тяжёлых частиц, на уровне значимости более 20σ.